# عملية ألفا

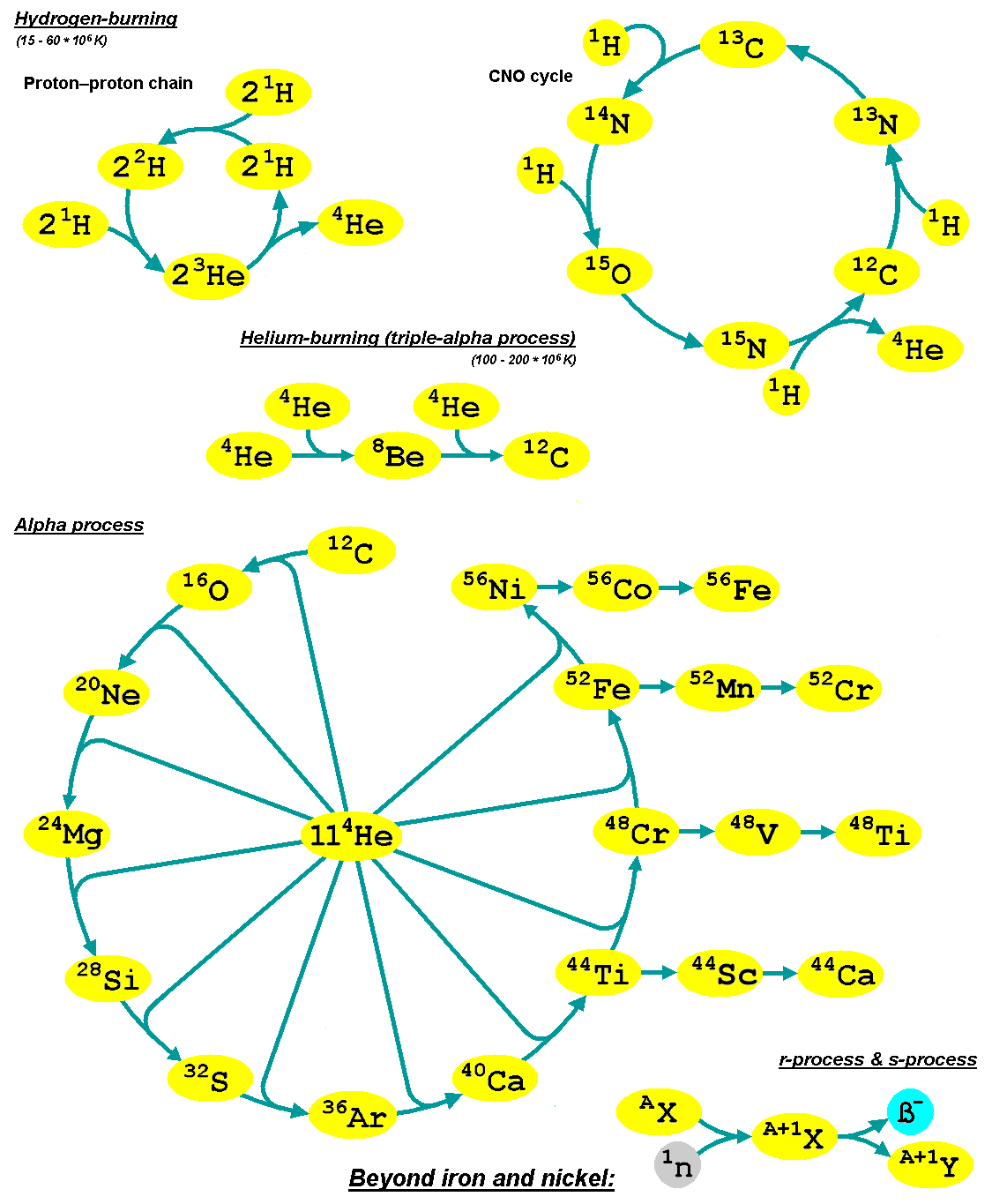

 عملية ألفا  أو ( تفاعلات ألفا ) هي إحدى نوعي تفاعلات الاندماج النووي في النجوم، حيث يتم تحويل الهيليوم إلى عناصر أثقل. أما النوع الآخر فهو عملية ألفا الثلاثية، والتي لا تحتاج سوى لعنصر الهيليوم في حال وجود الكربون، ويتبع ذلك عدة تفاعلات كالآتي :
6C + 2هيليوم → 8O + γ
8O + 2هيليوم → 10نيون + γ
10نيون + 2هيليوم → 12مغنسيوم + γ
حيث γ أشعة غاما التي تحمل جزءا من الطاقة الناتجة من التفاعل، فهي تختلف طاقتها من تفاعل إلى آخر. يلاحظ تساوي مجموع البروتونات قبل وبعد التفاعل .
كل هذه التفاعلات تحدث بمعدلات منخفضة للغاية، وبالتالي لا تسهم بشكل كبير في إنتاج الطاقة في النجوم؛ أما العناصر الأثقل من النيون (العدد الذري> 10)، فيصعب تكونها نظراً لزيادة التنافر بين شحنة النواة وشحنة جسيم ألفا وكلتاهما موجبة الشحنة (انظرقانون كولوم).
تسمى بعض العناصر ب عناصر عملية ألفا  أو  عناصر ألفا  لأن أكثر نظائرها استقراراً تمثل مضاعفات لوزن نواة ذرة الهيليوم (جسيم ألفا). عناصر ألفا هي الكربون النيتروجين والأكسجين النيون الماغنسيوم السيليكون الكبريت الأرجون الكالسيوم التيتانيوم. تتكون هذه العناصر عن طريق تفاعلات الهيليوم في عملية احتراق السيليكون، والتي تسبق تحول النجم إلى مستعر أعظم من الدرجة الثانية.
وفرة عناصر ألفا في النجوم، يعبر عنها بالمعادلة اللوغاريتمية التالية :
{\displaystyle [\alpha /Fe]=\log _{10}{\left({\frac {N_{\alpha }}{N_{Fe}}}\right)_{Star}}-\log _{10}{\left({\frac {N_{\alpha }}{N_{Fe}}}\right)_{Sun}}}
حيث {\displaystyle N_{\alpha }} و{\displaystyle N_{Fe}} هما عدد ذرات عناصر ألفا وعدد ذرات الحديد في وحدة الحجم. نظرياً وطبقاً لعلم تطور المجرات، يعتقد بأن الكون كان يحتوي سابقاً على عناصر ألفا بنسبة أعلى مقارنة بالحديد. في المستعرات العظمى من الدرجة الثانية، يتكون عناصر الأكسجين وعناصر ألفا (النيون والماغنسيوم والكربون والكبريت والأرجون والتيتانيوم والكالسيوم)، بينما في المستعرات العظمى من الدرجة الأولى فيتكون عناصر الكوبالت الفاناديوم الكروم المنجنيز الحديد النيكل.

## اقرأ أيضا
- تفاعل نووي
- اندماج نووي
- سلسلة تفاعل بروتون-بروتون